# Połączenia wyrównawcze główne

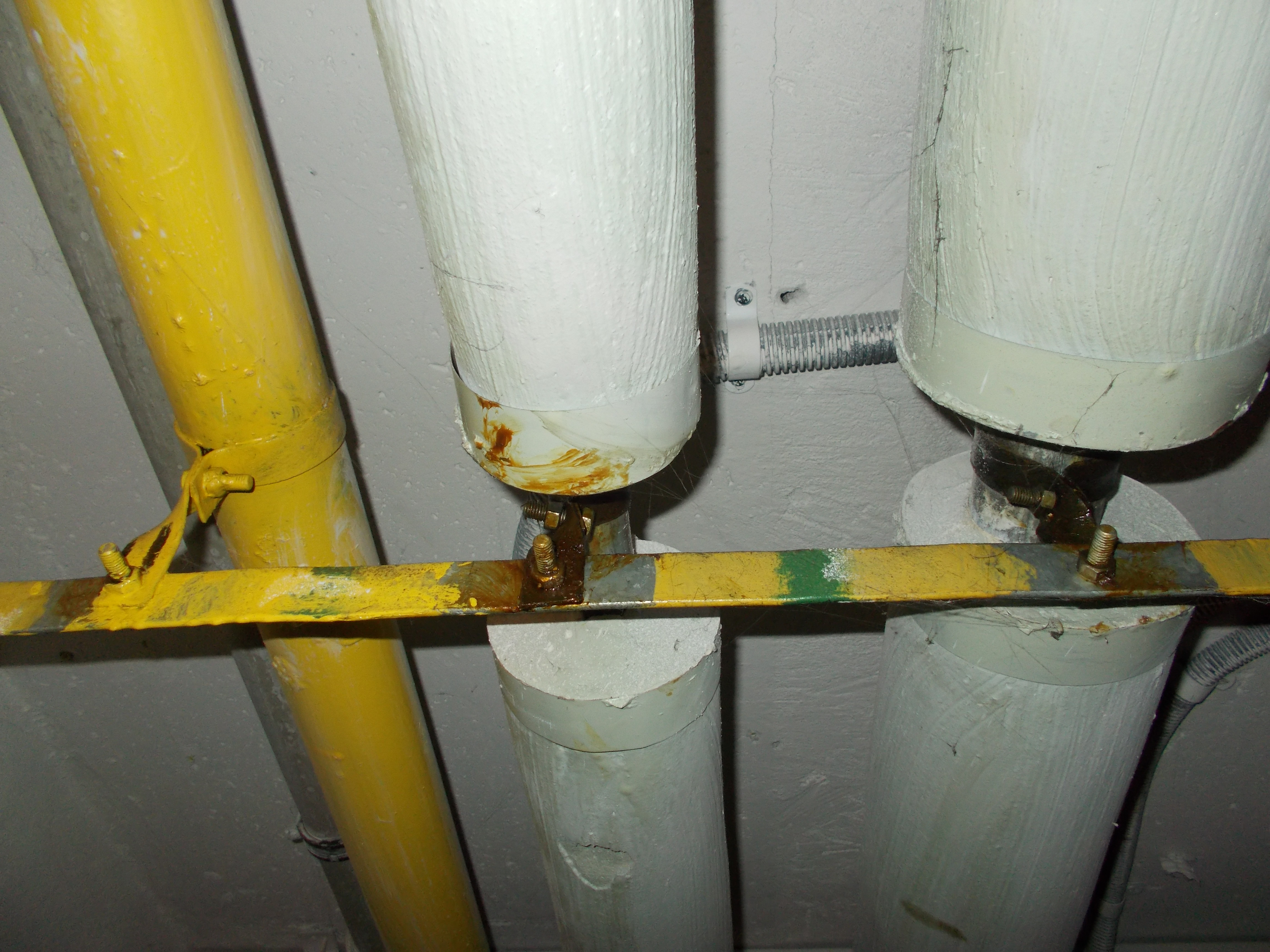
Połączenie wyrównawcze głównie. W tym przypadku bednarka, łączący części przewodzące obce (rury metalowe).

Połączenie wyrównawcze głównie – jeden ze środków ochrony przeciwporażeniowej chroniącym przy uszkodzeniu. Jest jednym z elementów ochronnych połączeń wyrównawczych w instalacjach niskiego napięcia. Połączenie wyrównawcze głównie łączy ze sobą główny przewód ochronny PE, główny przewód lub szynę uziemiającą metalowe rury instalacji zasilających budynek (woda, gaz), elementy metalowych konstrukcji budynku, instalację C. O., systemów klimatyzacji i metalowe elementy okablowania telekomunikacyjnego. Przewód do połączeń wyrównawczych głównych powinien mieć przekrój co najmniej połowy przekroju największego przewodu ochronnego zastosowanego w danej instytucji, jednak nie mniejszej niż 6 mm2. Przewody nie ułożone razem z przewodami skrajnymi muszą mieć przekrój co najmniej 2,5 mm2,  nie są chronione przed uszkodzeniami mechanicznymi. Jeżeli są chronione przed uszkodzeniami mechanicznymi to co najmniej 4 mm2.